# Список умерших в 1347 году

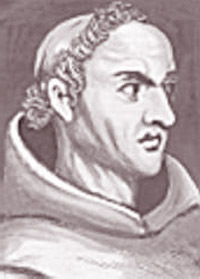
Уильям Оккам

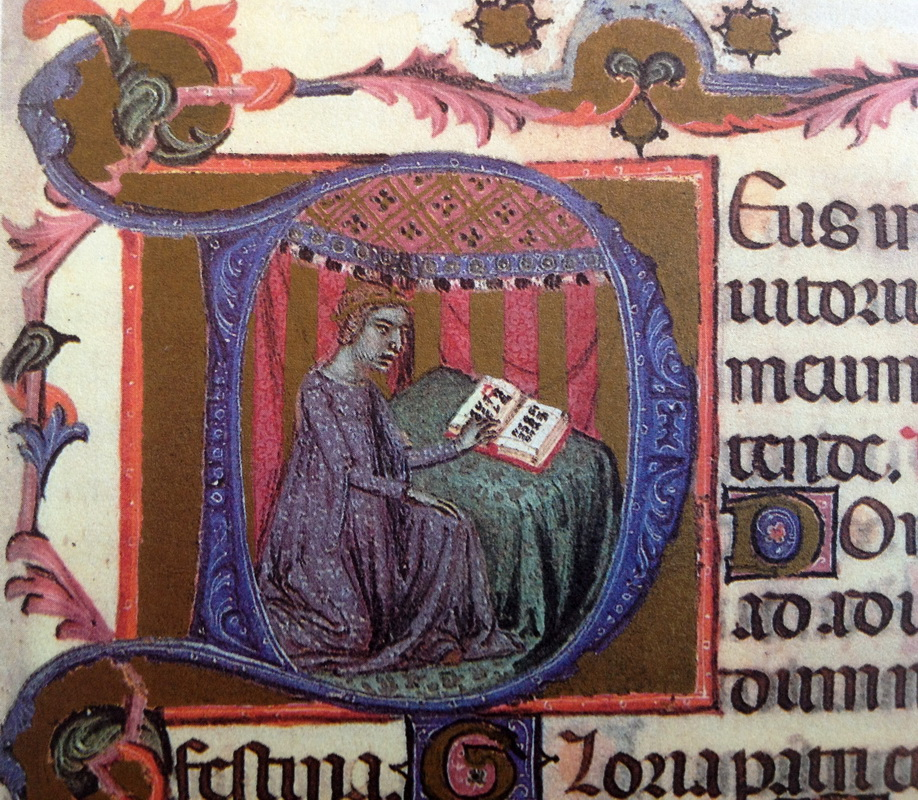
Мария Наваррская

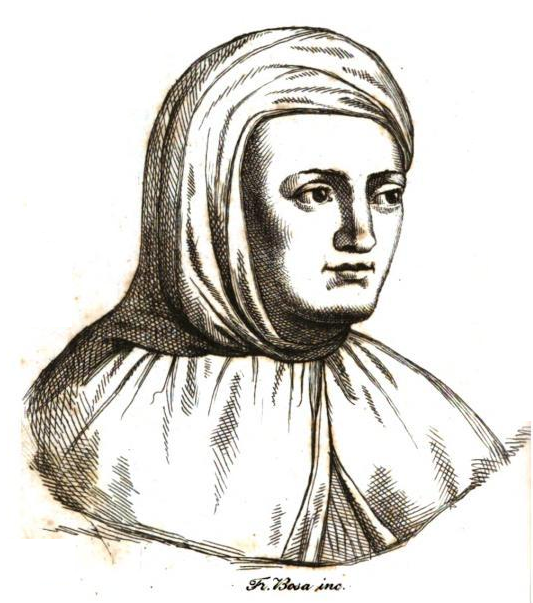
Бартоломео да Сан Конкордио

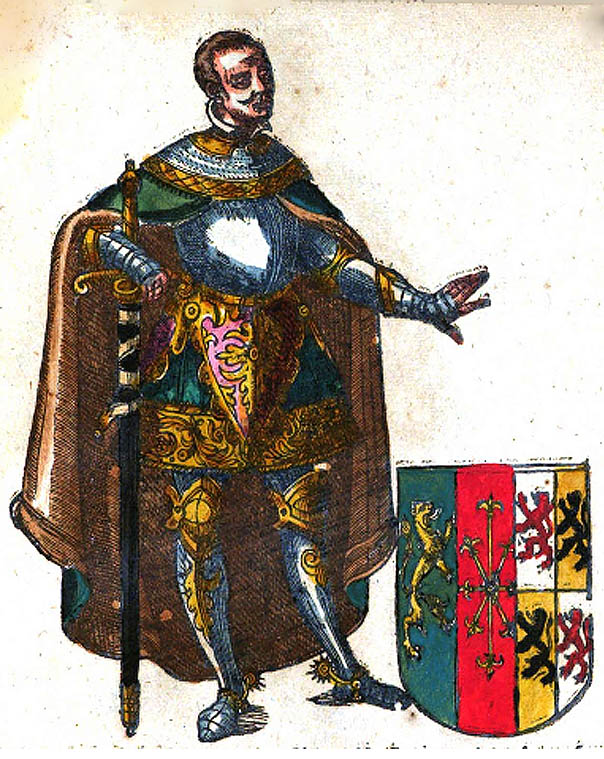
Дитрих VIII

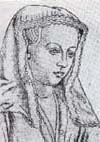
Жанна Французская

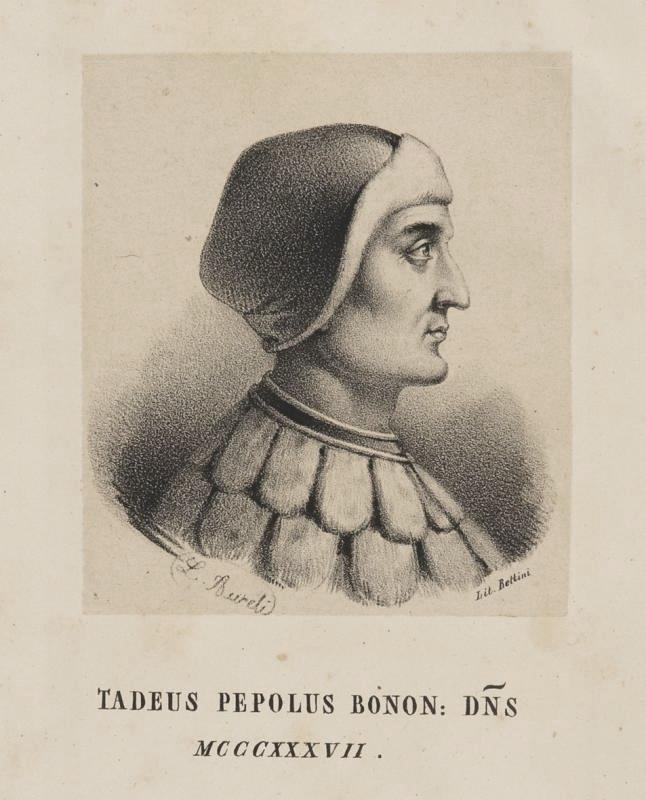
Таддео Пеполи

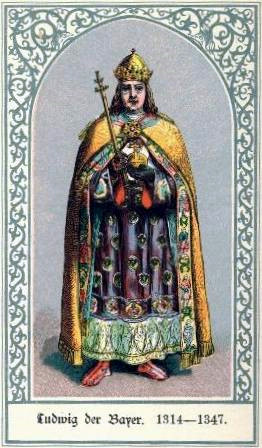
Людовик IV

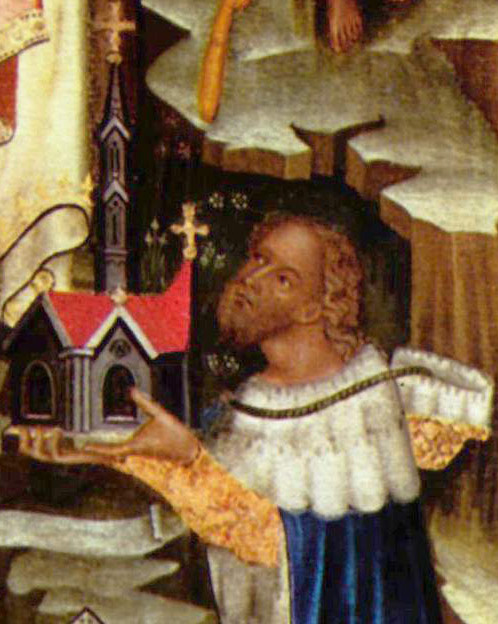
Петр I из Рожмберка

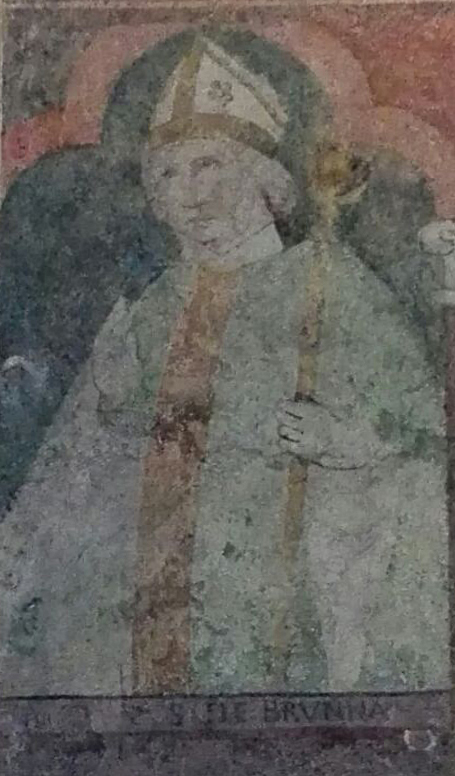
Николо де Бруно

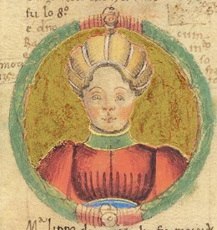
Липпа Ариости

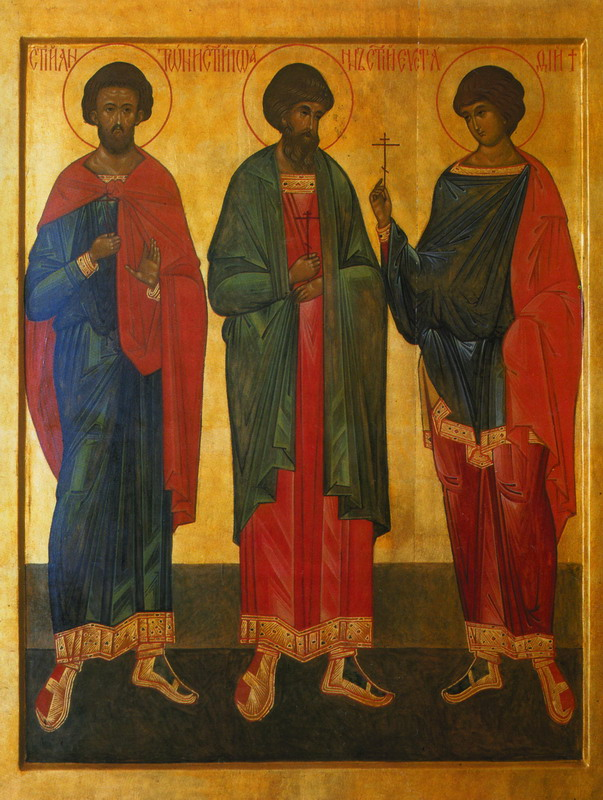
Виленские мученики

В этой статье представлен список известных людей, умерших в 1347 году.
См. также: Категория:Умершие в 1347 году

## Январь
- 1 января — Гасбер де Ла Валь[фр.] — епископ Марселя (1319—1323), архиепископ Арля (1323—1341), архиепископ Нарбонны (1341—1347)
- 6 января — Ованес Крнеци — армянский грамматик, богослов и переводчик; выпускник Гладзорского университета, яркий представитель армянских униатов.
- 14 января — Сэссон Юбай — японский дзэн-буддийский монах школы Риндзай. Он также был самым известным поэтом движения «Пяти монастырей».

## Февраль
- 2 февраля — Томас Бек[англ.] — епископ Линкольна (1341—1347)

## Март
- 2 марта — Казимир Козленский — граф Козле (1336—1347)

## Апрель
- 9 апреля — Уильям Оккам — английский философ, францисканский монах из Оккама, сторонник номинализма. Считается одним из отцов современной эпистемологии и современной философии в целом, а также одним из величайших логиков всех времён.
- 29 апреля — Мария Наваррская  — принцесса Наваррская из дома д’Эврё, дочь короля Наварры Филиппа III, жена короля Арагона Педро IV; умерла при родах.

## Май
- 9 мая — Джон ла Варр, английский аристократ, 2-й барон де Ла Варр (1320—1347).
- 30 мая — Джон Дарси — первый барон Дарси из Кнайта (1332—1347).

## Июнь
- 11 июня — Бартоломео да Сан Конкордио[итал.] — итальянский юрист
- 12 июня:
  - Гильом Увруэн[фр.] — епископ Ренна (1328—1347);
  - Флора из Болье — святая Римско-Католической Церкви, монахиня из монашеского ордена францисканок, покровительница паломников.
- 18 июня — Ги X де Лаваль[фр.] (47) — сеньор де Лаваль и Акиньи, барон де Витре, виконт Рена (1333—1347); погиб в битве при Ла Рош-Дерьен
- 30 июня — Джон де Варенн — 7-й граф Суррей (1305—1347), последний представитель рода Варенн.

## Июль
- 2 июля — Джон Харингтон — первый барон Харингтон (1326—1347).
- 7 июля — Дитрих VIII — граф Клеве (1310—1347)
- 29 июля — Людвиг Шенк фон Нейндорф[нем.] — епископ Бранденбурга (1327–1347)

## Август
- 7 августа — Хуан Альфонсо де ла Серда[англ.] — сеньор Гибралеон
- 13 августа — Жанна Французская (39) — дочь короля Франции Филиппа V Длинного, герцогиня-консорт Бургундии (1318—1347), как хена герцога Эда IV Бургундского, пфальцграфиня Бургундии и графиня Артуа (1330—1347).

## Сентябрь
- 3 сентября — Энгельберт Долен — епископ Дерптский (1323—1341), архиепископ Рижский (1341—1347)
- 29 сентября — Таддео Пеполи[итал.] — сеньор Болоньи (1337—1347)

## Октябрь
- 11 октября — Людовик IV (65) — герцог Баварии (1294—1347), король Германии (1314—1347), император Священной Римской империи (1328—1347), маркграф Бранденбурга (1320—1323)
- 14 октября — Петр I из Рожмберка — чешский государственный деятель из рода Рожмберков; высочайший коморник Чешского королевства (1310—1319, 1325—1347). С его именем связано создание так называемой «Книги старого пана из Рожмберка (Рожмберской книги)».
- Адольф II — граф Марка (1328—1347).

## Ноябрь
- 3 ноября — Джон Ловел, английский аристократ, 3-й барон Ловел из Тичмарша (1314—1347).
- 10 ноября — Хью де Одли — 1-й барон Одли (1317—1347), 1-й граф Глостер (1337—1347).
- 12 ноября:
  - Иоанн Викторинский, средневековый историк;
  - Николо де Бруно[итал.] — князь-епископ Тренто (1338—1347).
- 15 ноября — Хайме I — сын короля Арагона Альфонсо IV, граф Урхеля (1336—1347); отравлен
- 20 ноября — Стефано Колонна младший[итал.] — римский аристократ и государственный деятель из рода Колонна; погиб в борьбе с Кола ди Риенцо
- 27 ноября — Липпа Ариости[итал.] — маркиза-консорт Феррары (1347), жена маркиза Обиццо III д’Эсте
- 28 ноября — Генрих I фон Бюлов[нем.] — епископ Шверина (1339—1347).
- Ричард де Пилмюр[англ.] — епископ Дункельда (1337 / 44-1347)

## Декабрь
- 16 декабря — Аль-Музаффар Хаджжи I — мамлюкский султан Египта из династии Бахритов (1346—1347); убит в результате заговора эмиров.
- 29 декабря — Иоанн XIV Калека — константинопольский патриарх (1333—1347); умер после низложения.
- Отто I[нем.] — граф Ритберга (1313—1347)

## Дата неизвестна или требует уточнения
- Адольф II, граф Марка (с 1328).
- Альфонсо де Вальядолид, испанско-еврейский врач и философ из Бургоса (Кастилия), принявший христианство.
- Балик[англ.] — первый правитель Добруджанского деспотата (1320—1347).
- Бертран VI де Бо — сеньор де Куртезон (1331/1332—1347), маршал Ахейского княжества (1337—1346)
- Бланка де ла Серда[англ.] — представительница дома де ла Серда, жена Хуана Мануэля, мать королевы-консорт Кастилии Хуаны Мануэль
- Виленские мученики (Антоний, Иоанн и Евстафий) — православные христиане, убитые в Литве
- Воевода Воин — сербский магнат и военачальник, правитель области Гацко и Хума (1322—1347), основатель сербского рода Войновичей
- Вэй Илинь — китайский врач, автор медицинского справочника «Шии-Дэсяофан» («Эффективные формулы поколений врачей»).
- Хью I Гастингс, английский рыцарь, участник Столетней войны.
- Георг I[нем.] — граф Фельденц (1298—1347)
- Джон де Эгглсклифф[англ.] — епископ Глазго (1318—1323), епископ Коннора (1323), епископ Ландаффа (1323—1347)
- Жоффруа де Сен-Гюэн[фр.] — епископ Ванна (1339—1347).
- Кнут Юнссон, шведский государственный деятель, председатель риксрода (Государственного совета) Швеции, дротс (канцлер королевства) Швеции (1311—1314, 1322—1333).
- Казимир III Гневковский — князь Иновроцлавский (1287—1314), князь Гневковский (1314—1347)
- Конрад I — граф Ольденбурга (1324—1347), предок по прямой мужской линии российских императоров, начиная с Петра III.
- Лоренцо Русио[исп.] — францисканский монах и ветеринар
- Мария де Бо — графиня Андрии (ок. 1321—1347)
- Адам Муримут — английский летописец.
- Нгуанамтхом — король Сукхотаи (1323—1347).
- Пьетро III Арборейский — юдекс Арбореи (1336—1347)
- Пир Умар Халвети[нем.] — мусульманский мистик, создатель тариката Халватия
- Пьер де ла Круа — французский композитор и теоретик музыки
- Санг Нила Утама[англ.] — первый король Сингапура (1299—1347)
- Теодор[англ.] — брат правителя Добруджанского деспотата Балика[англ.]
- Уильям Трассел[англ.] — английский политический деятель, Спикер Палаты общин (1327—1343), одна из ключевых фигур при свержении Эдуарда II
- Наддо Чеккарелли — итальянский художник Сиенской школы.